# Adolfo da Baviera
Adolfo da Baviera (em alemão:  Adolf von Bayern), (Munique, 7 de janeiro de 1434 – Munique, 24 de outubro de 1441), foi um membro da Casa de Wittelsbach que foi duque de Baviera-Munique de 1397 até à sua morte. 
Ele era o filho mais velho de Guilherme III da Baviera, duque da Baviera-Munique, e de Margarida de Clèves (1416-1444). O seu irmão mais novo, também chamado Guilherme (como o pai), morreu na infância.
O seu pai, Guilherme III, co-governava o ducado da Baviera-Munique conjuntamente com o irmão, o duque Ernesto. Assim, Adolfo sucedeu ao pai em 1435 (quando tinha apenas um ano) no seu cargo de co-governante e, dada a sua idade, o seu papel foi bastante limitado.
Morreu com apenas sete anos de idade tendo tido pouca influência no destino dos seus estados.